# Джелял, Нариман Энверович
Нариман Энверович Джелял или Джелялов (крымскотат. Nariman Celâl, укр. Наріман Енверович Джелял; род. 27 апреля 1980, Навои, Бухарская область) — украинский крымскотатарский политик, преподаватель, политолог и журналист. Чрезвычайный и полномочный посол Украины в Турции с 14 мая 2025 года. Заместитель главы Меджлиса крымскотатарского народа (с 2013 года), руководитель информационно-аналитического подразделения.

## Биография
Родился в городе Навои в Узбекской ССР. С 1989 года жил с семьёй в Крыму. Учился в школе в села Майское Джанкойского района. Затем в 2005 году окончил Одесский национальный университет имени И. И. Мечникова по специальности «Политология».
Работал ведущим на телеканале «ATR», корреспондентом республиканской газеты «Авдет» и преподавал историю и правоведение в Симферопольской международной школе. Кроме того, занимался политологией и входил в состав Меджлиса.
В 2012 году баллотировался в Верховную раду Украины на 2-м мажоритарном округе, но за 11 дней до выборов снял свою кандидатуру.
В ноябре 2013 года после избрания Рефата Чубарова главой Меджлиса Джелял стал одним из его заместителей, возглавив информационно-аналитическое подразделение организации.
После того, как Крым был в 2014 году аннексирован Россией, а председателю Меджлиса Чубарову и неформальному лидеру крымскотатарского народа Мустафе Джемилеву был запрещён въезд на его территорию, Джелял оказался самым высокопоставленным деятелем Меджлиса в Крыму и фактическим лидером организации, комментируя для мировых медиа положение крымскотатарского народа в новых условиях.
В конце августа 2021 года в Киеве присутствовал международном саммите «Крымская платформа», организованном властями Украины для возвращения контроля над полуостровом.
4 сентября 2021 года был задержан российскими силовиками в своём доме в селе Первомайское Симферопольского района.
28 июня 2024 года Наримана Джеляла удалось вернуть в Украину в ходе обмена. Спустя полгода, 20 декабря 2024 года, президент Украины Владимир Зеленский согласовал назначение Джеляла на должность посла Украины в Турции. К работе в этом качестве он должен был приступить после согласования турецкой стороной и получения агремана.
С 14 мая 2025 года — чрезвычайный и полномочный посол Украины в Турецкой Республики. 8 июля 2025 года вручил верительные грамоты президенту Турции Реджепу Тайипу Эрдогану.

## Награды и звания
21 августа 2020 года стал кавалером ордена «За заслуги» III степени.

## Семья
Отец — Энвер Джелял (скончался в Крыму в марте 2022 года).

#### Интервью
- Наріман Джелял: «Ми всім дуже вдячні, але для нас головне залишатись на своїй Вітчизні» (укр.). Сайт ТРК «Львів» (4 марта 2014). Дата обращения: 26 июля 2021. Архивировано из оригинала 13 марта 2014 года.
- crimeantatars. Нариман Джелял на передаче «Мызмызлар». Кандидат в народные депутаты Украины от Меджлиса Нариман Джелял на передаче «Мызмызлар» телеканала ATR. Ведущие — Осман Пашаев и Эмине Джеппарова. YouTube (19 августа 2012). Дата обращения: 26 июля 2021.
- Константин Ткаченко. Нариман Джелялов: «Если власть хочет влиять на крымских татар, то она уже сейчас должна выстраивать отношения с возможным победителем». «ДеПо.ua» (1 декабря 2011). — Интервью было опубликовано в журнале «Власть денег» № 48 (331) 06.12.2011. Дата обращения: 26 июля 2021. Архивировано 13 марта 2014 года.